# 泰勒·约瑟夫
泰勒·罗伯特·约瑟夫（英語：Tyler Robert Joseph，1988年12月1日—）是一位美国歌手、词曲创作人、音乐制作人。他于2009年与好友共同创办乐队二十一名飞行员，在成员变动后于2011年成为双人乐队，其中约瑟夫担任主唱，乔什·邓担任鼓手。

## 早年生活
约瑟夫于1988年在美国俄亥俄州哥伦布出生。他的父亲克里斯·约瑟夫曾在当地沃辛顿基督教高中和加哈纳基督教学院两所学校担任篮球教练，在加哈那基督教学院任职期间还兼任学校校长。约瑟夫的母亲凯莉曾是当地学校的数学教师，之后在奥伦丹吉·奥兰治高中任篮球教练。约瑟夫小学时未在学校就读，而是在家中接受父母的教育。他认为这种经历使自己对音乐的不同风格保持开放态度，因为学校中的朋友总是按照喜欢的音乐类型聚成不同的圈子，而他则对各种音乐风格都充满好奇。
Joseph从小就打篮球，后来在Worthington Christian打控球后卫。2008年，该校篮球队在第四组州锦标赛中获得第二名。未来二十一飞行员乐队的贝斯手尼克-托马斯（Nick Thomas）也和约瑟夫在同一支球队打球，两人曾在其中一场比赛中表演过《星条旗》。
2007年，约瑟夫开始在YouTube上上传喜剧短剧和影片到一个名为「slushieguys」的频道。该频道目前截至2020年3月已经拥有超过12.8万名訂閱者，尽管该频道自2013年以来就没有再上传过。
约瑟夫自幼热爱篮球，2008年时曾在沃辛顿基督教高中的篮球队中任控球后卫，同年和队友共同获得州锦标赛分区亚军。他在16岁之前无意追求音乐事业，但之后在高街俱乐部看到了一位创作型歌手的表演，自此决定放弃篮球转投音乐。他在家中找出了母亲几年前送给他作圣诞礼物的旧键盘，开始模仿电台中的音乐。父母还为他购买了录音软件。他很快开始创作自己的音乐。大约在2007年到2008年，約瑟夫在自己的地下室录制了一张名为《No Phun Intended》的个人专辑。高中毕业时，约瑟夫拒绝了奥特本大学提供的篮球奖学金，进入俄亥俄州立大学学习。他在大二时退学，到哥伦布的纽波特音乐剧院工作，希望能借此近距离接触音乐界。

## 事业

### 二十一名飞行员

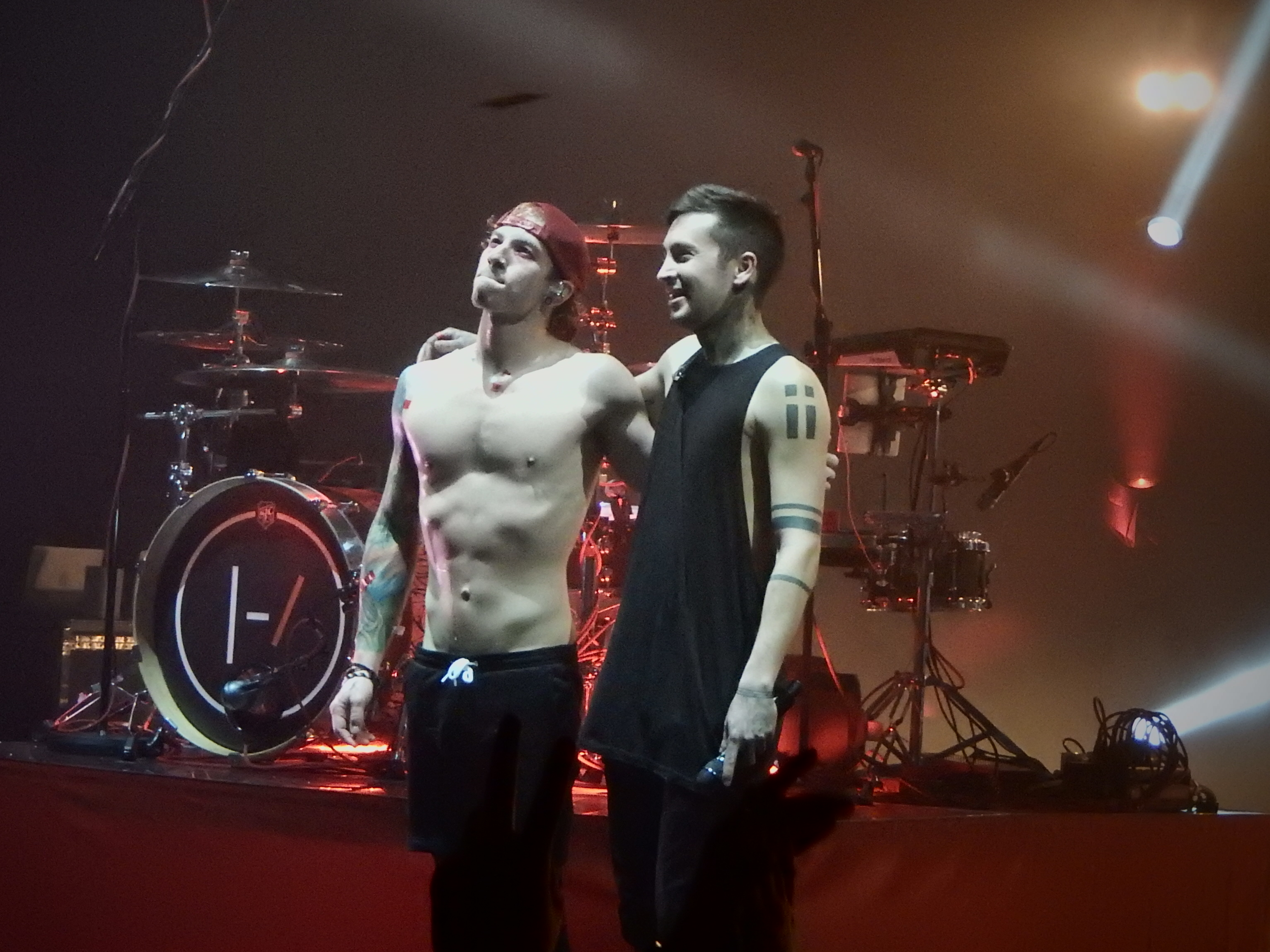
2016年2月，二十一名飞行员在伦敦布里斯頓學院表演，右为约瑟夫，左为乐队鼓手乔什·邓

约瑟夫在俄亥俄州立大学期间曾短暂独唱表演，之后与高中好友尼克·托马斯和克里斯·萨利赫共同组建了二十一名飞行员乐队。乐队的名字来自约瑟夫在大学戏剧课中研究的亚瑟·米勒作品《吾子吾弟》。这部作品讲述了一位商人为了赚钱养活家人而出售了有问题的零件，导致二十一名飞行员在二战中丧生。作品中商人陷入道德困境，面临两难抉择，这成为了约瑟夫的灵感来源，他因此给乐队起名为“二十一名飞行员”。他还为乐队设计了标识。2009年12月29日，乐队发行了同名处女作专辑，开始在俄亥俄州巡演。2010年，萨利赫邀请朋友乔什·邓观看了二十一名飞行员的演出，乔什·邓在演出后与约瑟夫相识并很快成为好友。萨利赫于2011年离开乐队，约瑟夫于是邀请乔什·邓加入，之后托马斯也很快离队，双人乐队自此成型。两人在2011年发行了专辑《Regional At Best》。
乐队在2012年与华纳音乐集团旗下厂牌拉面工坊签约，并在次年1月8日发行了签约后的首张录音室专辑《船隻》。两人自此开始参加各大音乐节表演，并为打倒男孩和驚魂迪斯可等乐队暖场。其表演风格独特，逐渐获得名气。乐队在2015年5月17日发行了新专辑《模糊脸庞》，之后迅速在全球大获成功。约瑟夫主导了专辑的创作，他在专辑中塑造了一个虚拟角色“模糊脸庞”，象征“自己和每个人内心中不安的一面”，专辑中融合了主流和另类的元素，涵盖独立流行、嘻哈和另类摇滚等多种曲风，引发了千禧世代听众的共鸣。两人在此之后开始举行世界巡回演出。2016年，约瑟夫为电影创作了插曲《异类》。
2017年1月，约瑟夫和乔什·邓一同被杂志列入“30位30岁以下青年才俊榜”（30 Under 30）“音乐”分类榜单中。同年，乐队凭借《模糊脸庞》单曲《辗转难眠》获得了第59届格莱美奖“最佳流行乐队/组合表演”，还以表演者身份获得其他两项提名，包括表演和制作类奖项“年度制作”以及表演类奖项“最佳摇滚表演”。约瑟夫本人以《辗转难眠》制作人的身份获得年度制作提名，以词曲作者身份凭借《异类》获得“最佳摇滚歌曲”和“最佳影视原声歌曲”两项创作类奖项提名。

### 其他事业

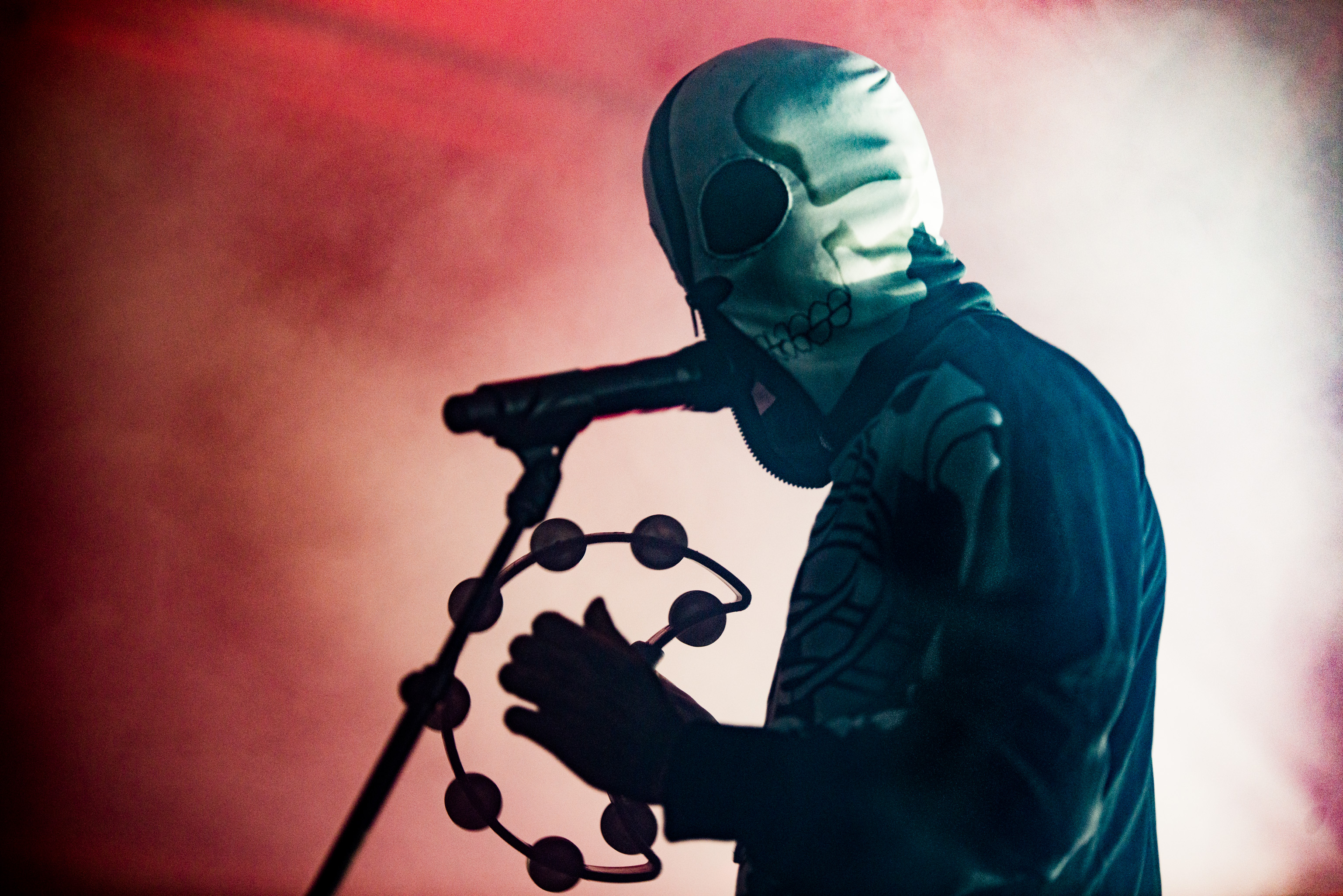
2016年2月，约瑟夫德国慕尼黑表演，身着其标志性服饰“骷髅装”

2008年，约瑟夫曾发行一张独唱专辑，收录了19首歌曲。整张专辑是他自己创作，在地下室录制完成的。专辑曾在流媒体平台PureVolume提供收听，2015年撤下。二十一名飞行员之后重新录制了专辑中的歌曲，收录在和《船隻》两张专辑中。2010年，泰勒·约瑟夫在大學好友、饶舌歌手约瑟夫·迈克尔的专辑中合作演唱並共同创作了其中的開場歌曲。一年后，迈克尔在2011年二十一名飞行员的专辑《Regional at Best》中的歌曲《Be Concerned》中獻聲。约瑟夫之后在2016年的一次采访中表示自己无意追求独唱事业。
2011年，约瑟夫主演了哥伦布五14教会（Five14 Church）拍摄的三集仿纪录片《冲浪板牛仔探戈（略有启发的传奇故事）》（英語："The (moderately inspiring tale of the) Longboard Rodeo Tango"）；根據影片所述，他當時在這家教會擔任實習生。次年，约瑟夫还与乐队多部音乐录影带的制作人马克·C·埃什尔曼合作，出演短片《你站在哪裡？》（英語："Where Are You?"），呼吁公众在网络上保持积极态度，反对网络暴力。短片参加了趋势科技的年度赛事“你的故事是什么？”（英語："What's Your Story?"），获得当年的冠军。
约瑟夫曾多次参加俄亥俄州新奥尔巴尼市五14教会的活动。2013年圣诞前夕，他参加了這一教会的《星聚圣诞》（英語："Christmas With the Stars"）演出，演唱了传统圣诞颂歌《以馬內利懇求降臨》。他还与教会的主持人兼司仪David McCreary为节目表演了一段魔术。他还参与了该教会福音乐队「新奥尔巴尼音樂」（英語：New Albany Music，由特拉维斯·维特克帶領）的礼拜音乐专辑《Clear》當中四首歌曲的创作。
2014年，约瑟夫与迪斯可癟三成员达隆‧威克斯合作，在其圣诞歌曲中为他和声。

## 个人生活

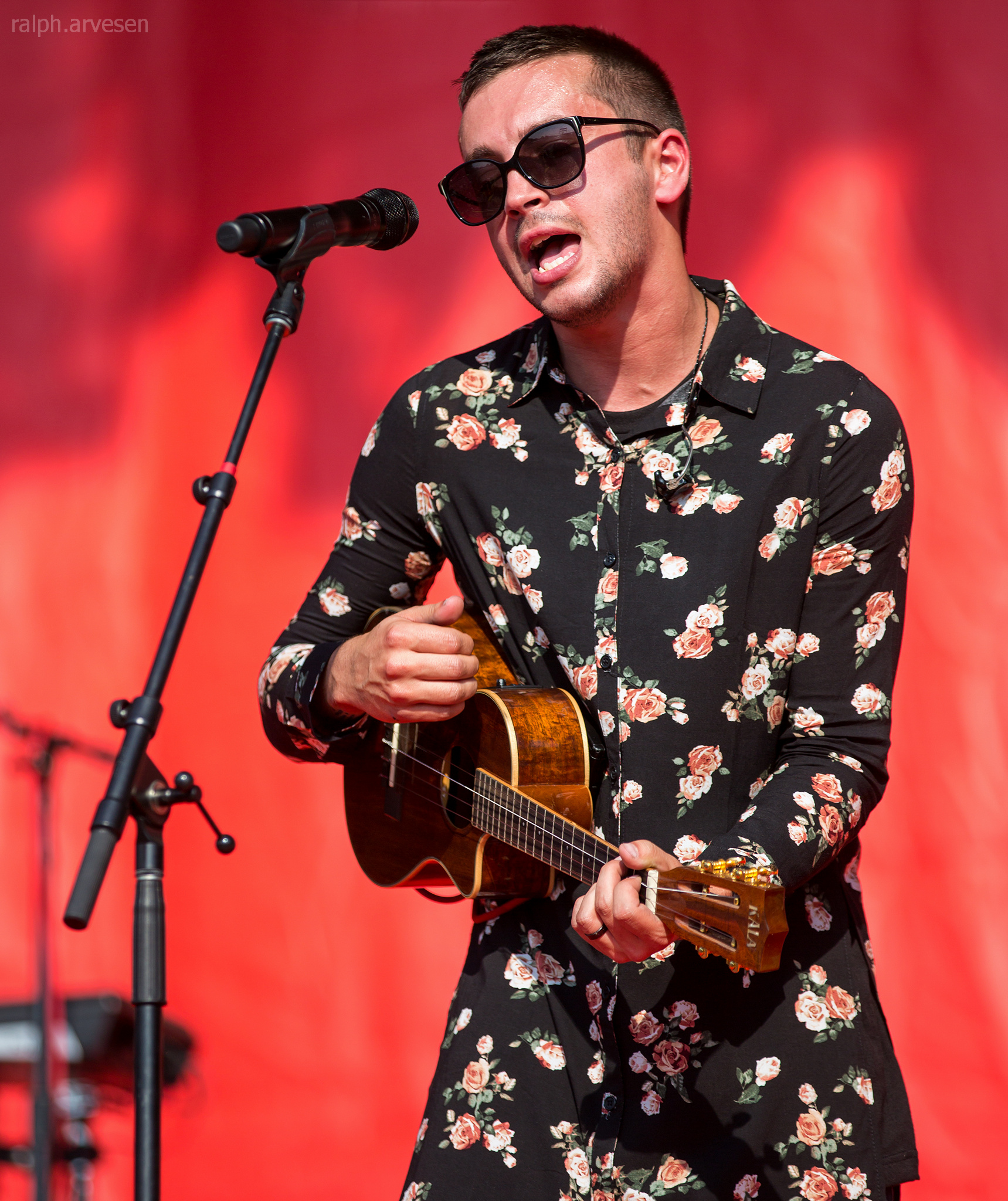
约瑟夫在2015年美国奧斯汀極限音樂節表演

约瑟夫是一位基督教徒，他的音乐创作也受此影响颇深。但同时他认为自己的音乐不属于“基督教音乐”的范畴，也不希望借音乐向他人传播信仰。
2014年7月8日，约瑟夫与长期女友詹娜·布莱克（Jenna Black）订婚，两人在2015年3月28日结为夫妻，夫妇二人居住在哥伦布。喬瑟夫更在2019年8月演唱會宣佈妻子懷孕。
约瑟夫身上有多处文身。其中一部分具有私人含义，约瑟夫本人称“不愿在采访中公开解释”。2013年，他还曾和乔什·邓一起在哥伦布的表演舞台现场文身。约瑟夫在前臂文上了“X”，乔什·邓在耳后文上了相同的记号，以示对家乡歌迷的纪念和感谢。2015年，二人曾恶搞总统选举，举行辩论并让歌迷投票选出乐队中的“最佳成员”。最终两人以平局收场，在密尔沃基的演唱会现场互相将自己的名字文在对方膝盖上方。

## 音乐作品列表
二十一名飞行员作品
- 《二十一名飞行员》（2009）

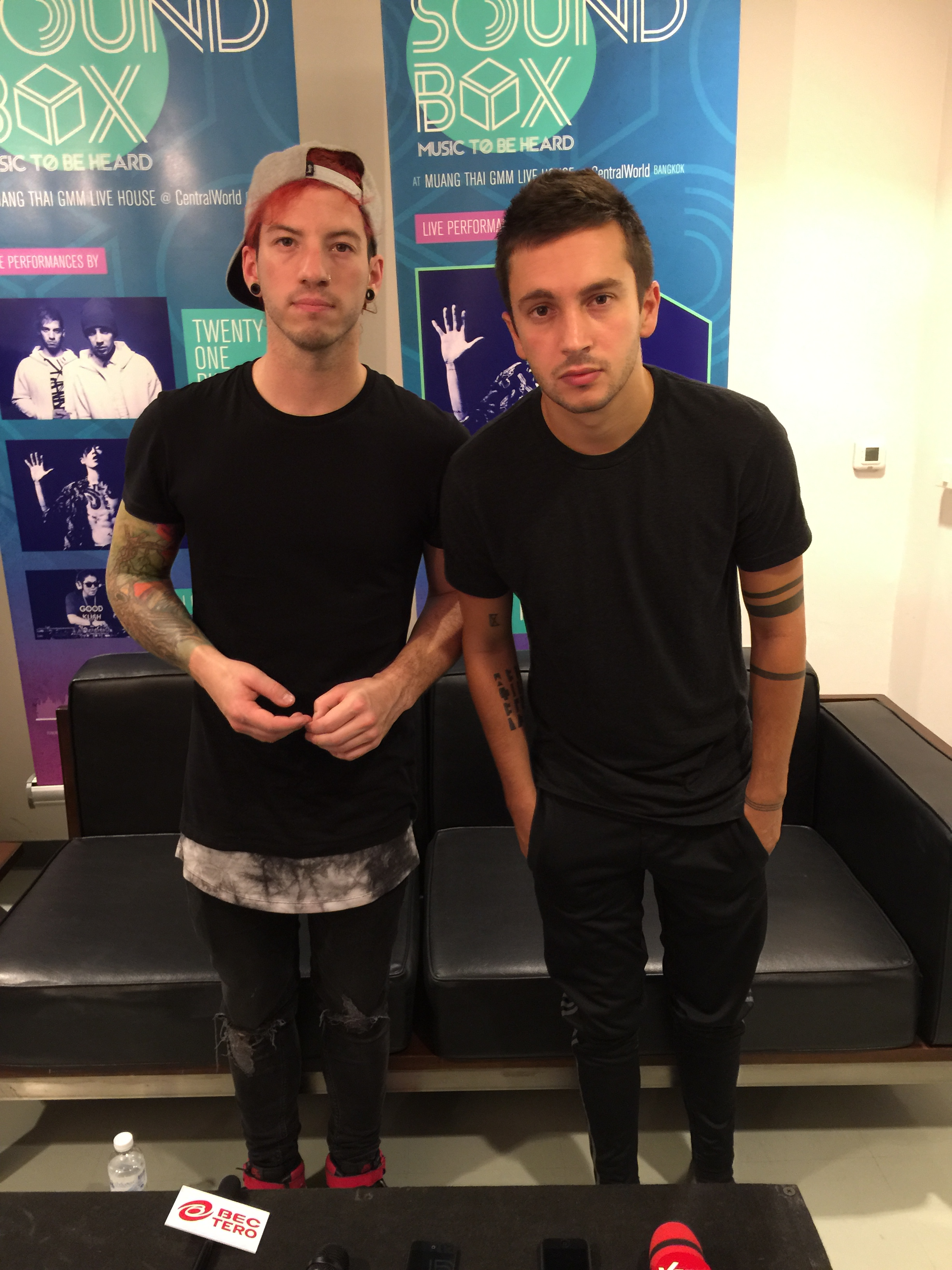
2015年，二十一名飞行员在泰国曼谷接受采访，右为泰勒·约瑟夫，左为鼓手乔什·邓

- 《Regional at Best（西班牙语：Regional At Best）》（2011）
- 《船只》（2013）
- 《模糊脸庞》（2015）

独唱作品
在组建乐队Twenty One Pilots之前，約瑟夫在2007-2008年间在自己的地下室录制了自己发行的专辑《No Phun Intended》。約瑟夫的个人生涯中录制的幾首歌曲之後出现在乐队未来的项目中。除了約瑟夫之外，Nick Thomas也为這一唱片中的几首歌曲贡献了吉他。
| 曲序 | 標題                        | 長度 | 備註 |
| ---- | --------------------------- | ---- | --- |
| 1    | "Blasphemy"                 | 3:38 | * 這首歌第一段的歌词在《Anathema》的最后一段被重复使用。                                                                        |
| 2    | "Drown"                     | 3:37 | * 這首歌第二段的歌词在《Fall Away》中被重复使用。                                                                               |
| 3    | "Hole in the Ground"        | 3:53 | |
| 4    | "Save"                      | 4:02 | * 这首歌曲在2010年重新录制，并作为Twenty One Pilots的单曲发行。                                                                 |
| 5    | "Taken by Sleep"            | 4:12 | |
| 6    | "I Want to Know"            | 3:18 | |
| 7    | "Just Like Yesterday"       | 3:29 | * 部分歌词被重写後收入《Ode to Sleep》的第二段。                                                                                |
| 8    | "Never Change"              | 3:04 | |
| 9    | "Prove Me Wrong"            | 3:39 | |
| 10   | "Realize That It's Gone"    | 3:24 | |
| 11   | "Tonight"                   | 3:57 | |
| 12   | "Falling Too"               | 3:17 | |
| 13   | "Whisper"                   | 3:56 | |
| 14   | "TB Saga" (杰伊·约瑟夫獻唱) | 6:22 | |
| 15   | "Chords/Words"              | 不明 | * 原始录音丟失。 |
| 16   | "Trees"                     | 4:20 | * 原始录音丟失。 * 這首歌最終被重錄並收入《Regional at Best》以及《船隻》並成為樂隊的招牌歌曲。 * Nick Thomas為這首歌彈了吉他。 |
| 17   | "Where Did We Go"           | 3:24 | |
| 18   | "I'm a Goner"               | 不明 | * 原始录音丟失。 * 這首歌最終被重錄並在作為樂隊2012年單曲《Goner》發行；另一重錄版本出現在樂隊專輯《模糊臉龐》結尾。            |
| 19   | "Hear Me Now"               | 3:27 | |
| —    | "Going Down"                | 3:58 | * 2018年被公開。 |
| —    | "Untitled Demo"             | 1:23 | * 2018年被公開。 |

#### 詩作
| 標題                 | 年份 | 備註   |
| -------------------- | ---- | ------ |
| "What's Your Story?" | 2012 | [ 57 ] |
| "Street Poetry"      | 2013 | [ 58 ] |

### 作為合唱歌手
| 標題                                                   | 年份 | 專輯                   | 備註             |
| ------------------------------------------------------ | ---- | ---------------------- | ---------------- |
| "Dollhouse" (泰勒·约瑟夫與約瑟夫·邁克爾)               | 2009 | 單曲                   |                  |
| "Live" (約瑟夫·邁克爾與Juda，Alon和泰勒·约瑟夫)        | 2010 | In Search of: L.O.V.E. | 录制于大学期间。 |
| "Rulers of Reverse" (维特克與泰勒·约瑟夫合唱)          | 2014 | Clear                  | [ 59 ] [ 60 ]    |
| "Twenty-Nine" (维特克與泰勒·约瑟夫合唱)                | 2014 | Clear                  | [ 59 ] [ 60 ]    |
| "Lord of Glory" (维特克與泰勒·约瑟夫合唱)              | 2014 | Clear                  | [ 59 ] [ 60 ]    |
| "Producer" (维特克與泰勒·约瑟夫合唱)                   | 2014 | Clear                  | [ 59 ] [ 60 ]    |
| "Dead Come Alive" (维特克與泰勒·约瑟夫合唱)            | 2014 |                        |                  |
| "Sickly Sweet Holidays" (達隆‧威克斯與泰勒·约瑟夫合唱) | 2014 | Xmas Jambz             |                  |

## 获奖和提名
| 年份 | 奖项           | 提名类别               | 提名作品                           | 结果 | 参考来源 |
| ---- | -------------- | ---------------------- | ---------------------------------- | ---- | -------- |
| 2017 | 第59屆格萊美獎 | 年度製作               | 《辗转难眠》（作为表演者和制作人） | 提名 | [ 61 ]   |
| 2017 | 第59屆格萊美獎 | 最佳流行音樂表演組合獎 | 《辗转难眠》（作为表演者）         | 獲獎 | [ 61 ]   |
| 2017 | 第59屆格萊美獎 | 最佳摇滚歌曲           | 《异类》（作为表演者）             | 提名 | [ 61 ]   |
| 2017 | 第59屆格萊美獎 | 最佳影视原声歌曲       | 《异类》（作為词曲作者）           | 提名 | [ 61 ]   |
| 2017 | 第59屆格萊美獎 | 最佳摇滚歌曲           | 《异类》（作為词曲作者）           | 提名 | [ 61 ]   |
| 2019 | 第61屆格萊美獎 | 最佳摇滚歌曲           | 《連身服》（作為詞曲作者）         | 提名 | [ 62 ]   |